# Chah Soleiman Ier
Pour les articles homonymes, voir Soleiman.
Safi II (en persan : شاه صفی دوم / Šâh Ṣafi-ye Dovvom) ou Soleiman Ier (en persan : شاه سلیمان یکم / Šâh Soleymân-e Yekom), né en février 1648 et mort le 29 juillet 1694 à Ispahan, est le huitième chah séfévide. Il règne sur l'Iran entre 1666 et 1694.

## Biographie
Il succède à son père Abbas II. La première année de son règne est très malchanceuse. Une série de catastrophes naturelles convainquit les astronomes de la cour que le couronnement avait eu lieu à la mauvaise date ; la cérémonie est donc répétée en 1667. Il fait construire le pavillon Hacht-Behecht d'Ispahan en 1669. 
Après ce faux départ, Souleiman modifie sa politique. Il réduit la taille de l'armée et de l'appareil d'État, avec l'idée d'économiser les deniers de l'empire. Cependant, cela affaiblit juste son pouvoir. Il mène une vie de reclus volontaire dans le harem. À la place de conseillers, il institue un conseil privé d'eunuques du palais. L'influence de ces eunuques amène à sa mort le 29 juillet 1694 son successeur, Hossein, au pouvoir.
Il laisse également six autres fils qui sont tous tués le 8 février 1725 sur ordre de Mahmoud Chah.